# 星空☆终点站
「星空☆終點站」（日语：星空☆ディスティネーション）是花澤香菜以个人名义发表的第1张單曲。于2012年4月25日由Aniplex發行。

## 概要
这张单曲以“春”作为主题。 与花泽香菜同一事务所的井口裕香友情出演音樂錄影帶。

## 收錄曲
（全作詞・作曲：北川勝利）
1. 星空☆ディスティネーション [4:43]
編曲：北川勝利、弦樂編曲：宮川弾
2. Saturday Night Musical♪ [5:16]
編曲：長谷泰弘・北川勝利
3. 恋のはじまり [3:47]
編曲：樱井康史・北川勝利
4. 星空☆ディスティネーション（Instrumental）

DVD（只随初回限定盤附赠）
1. 星空☆ディスティネーション Music Clip

## 備註
1. ↑  . TOWER RECORDS ONLINE. Tower records株式会社. 2012-02-27  [2012-04-26]. （原始内容存档于2016-11-13）.
2. ↑  『アニカン』№107 2012年5月号 P2-3

## 外部連結
- 索尼音乐在线商店简介
  - 初回限定盤
  - 通常盤[永久]